# Ogna (Skulptur)

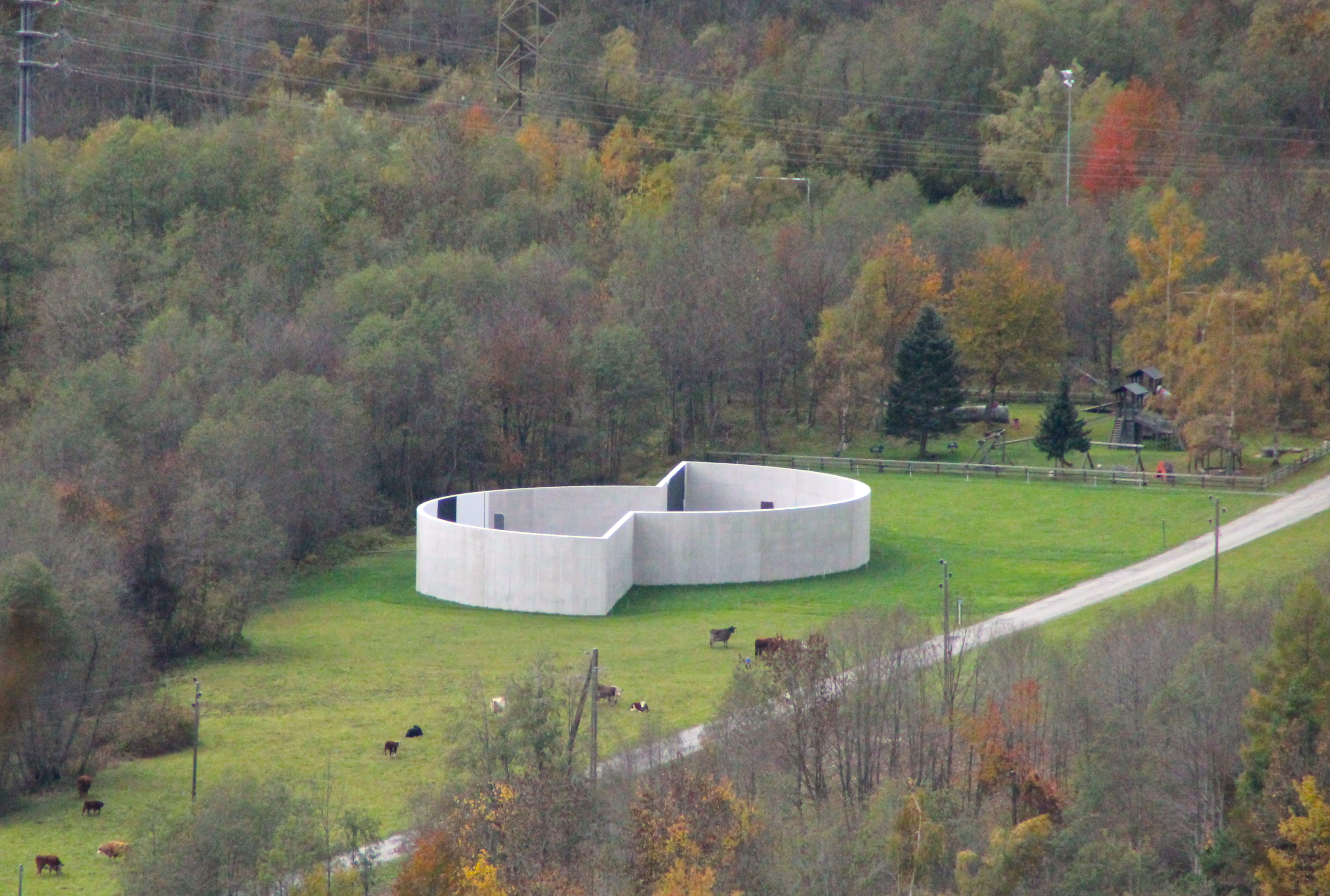
Die Konstruktion der Anlage mit den verschobenen Halbkreisen eröffnet sich erst aus der Höhe.

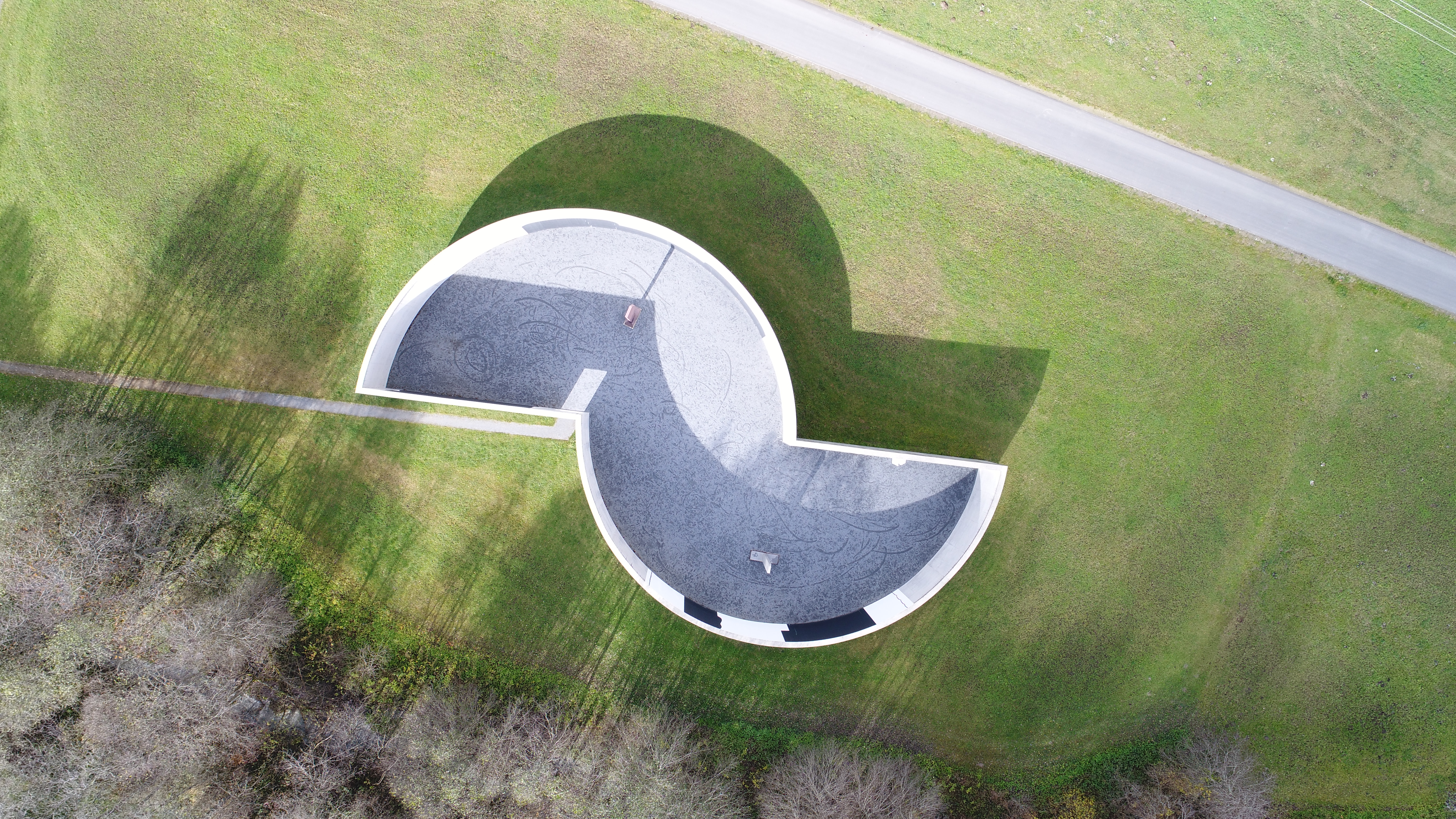
Luftaufnahme

OGNA heisst eine begehbare Skulptur des Schweizer Künstlers Matias Spescha in Trun in der Surselva im Kanton Graubünden.

## Entstehung
Die Entstehung von OGNA geht auf eine Eisenröhre zurück, die Matias Spescha 1996 in einer Schlosserei in Winterthur halbieren und dann versetzt wieder zusammenschweissen liess. Aus dieser neuen Form entstand der Wunsch, sie in eine grosse, begehbare Betonplastik umzusetzen.
Zahlreiche Personen, Gruppen sowie der Wohn- und Heimatort des Künstlers, die Gemeinde Trun, unterstützten Speschas Vorhaben. Die Gemeinde stellte im Gebiet «L’ogna» im Süden des Dorfes ein Grundstück zur Verfügung. Die romanische Ortsbezeichnung bezeichnet den schmalen Erlenwaldstreifen, der die Wiese gegen den Vorderrhein hin abgrenzt. Nach diesem Flurnamen benannte Spescha sein Werk.
Der Spatenstich zu OGNA fand am 1. Mai 2012 statt, die Eröffnung am 4. Mai 2013. Die ausführenden Architekten waren Fabian Vincenz und Linus Weishaupt aus Ilanz.

## Beschreibung
Die Skulptur ist 48 Meter lang und 30 Meter breit, die 30 Zentimeter dicken Betonwände sind 5,5 Meter hoch. Der Innenraum hat einen Kiesbelag und wird durch eine Öffnung von Süden her betreten. Die Wände sind teilweise mit grossen Wandmalereien von Matias Spescha bemalt. Im Innenraum stehen zwei Metallplastiken des Künstlers. 

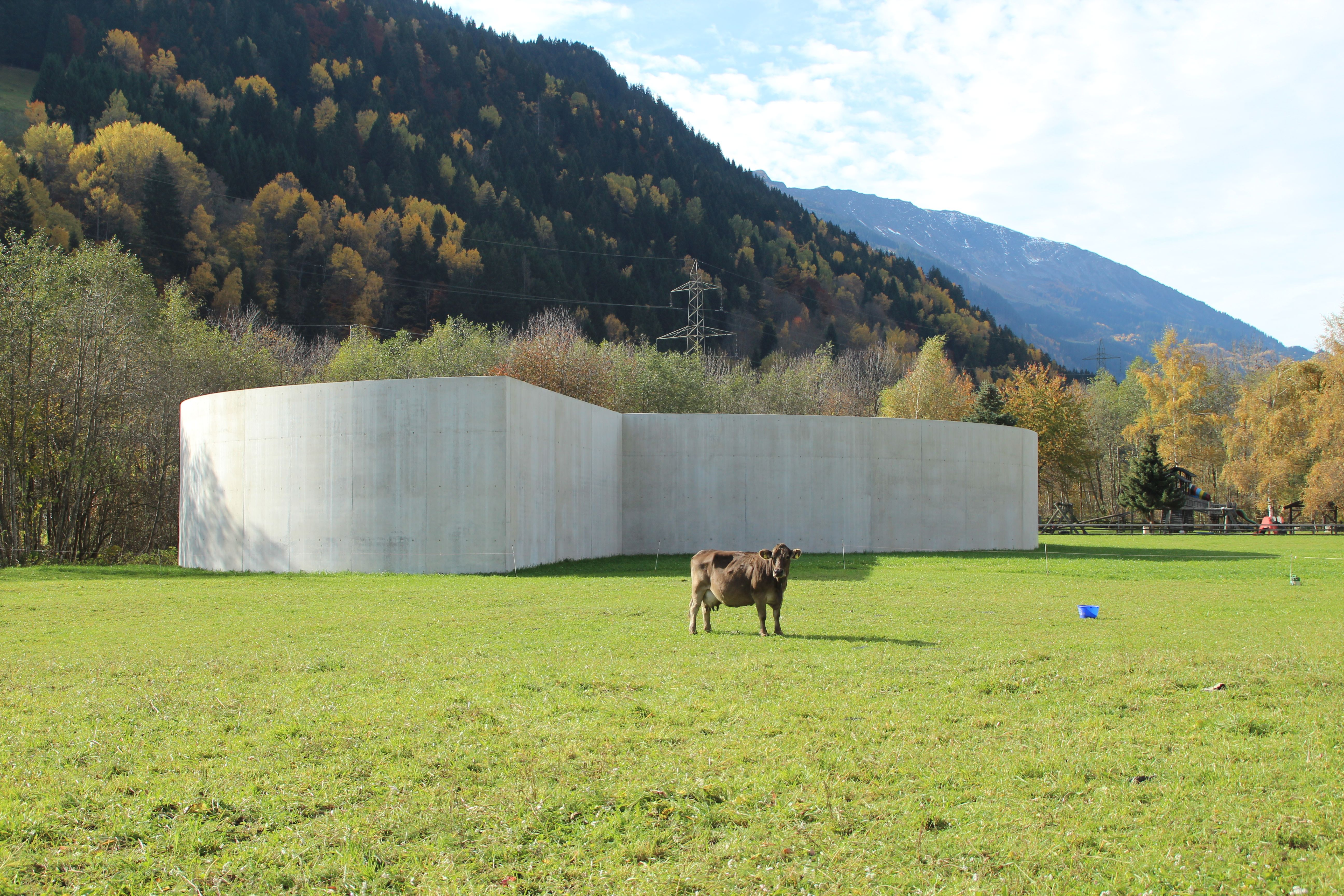
Von Osten
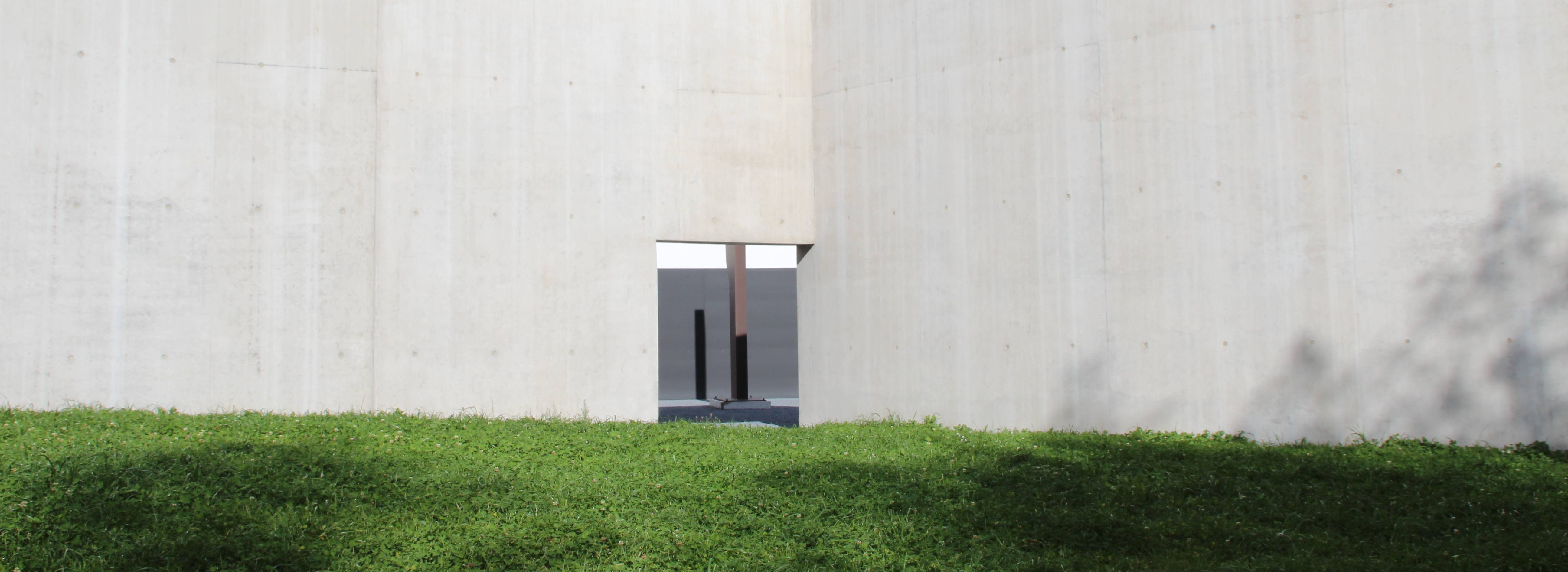
Eingang
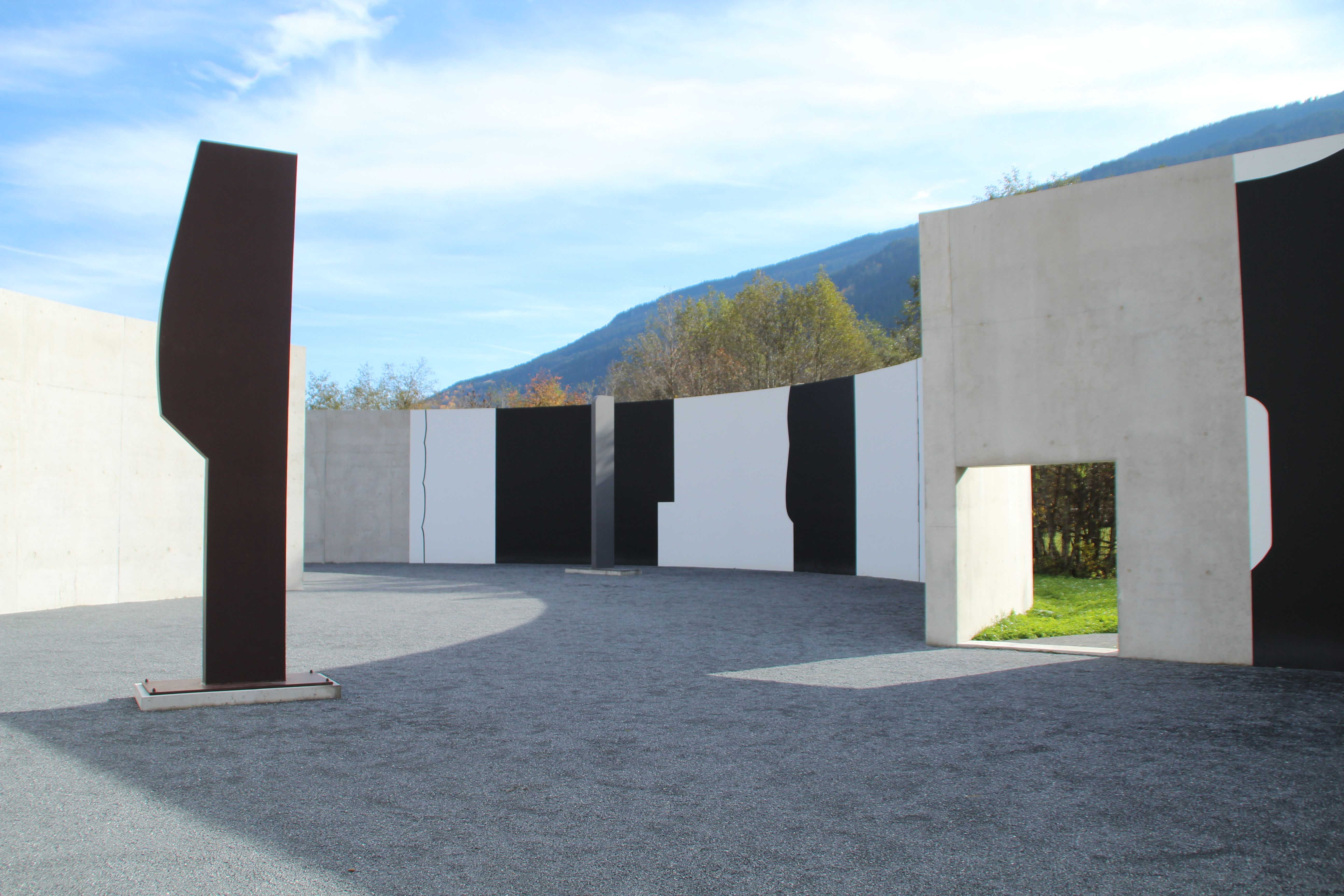
m Inneren
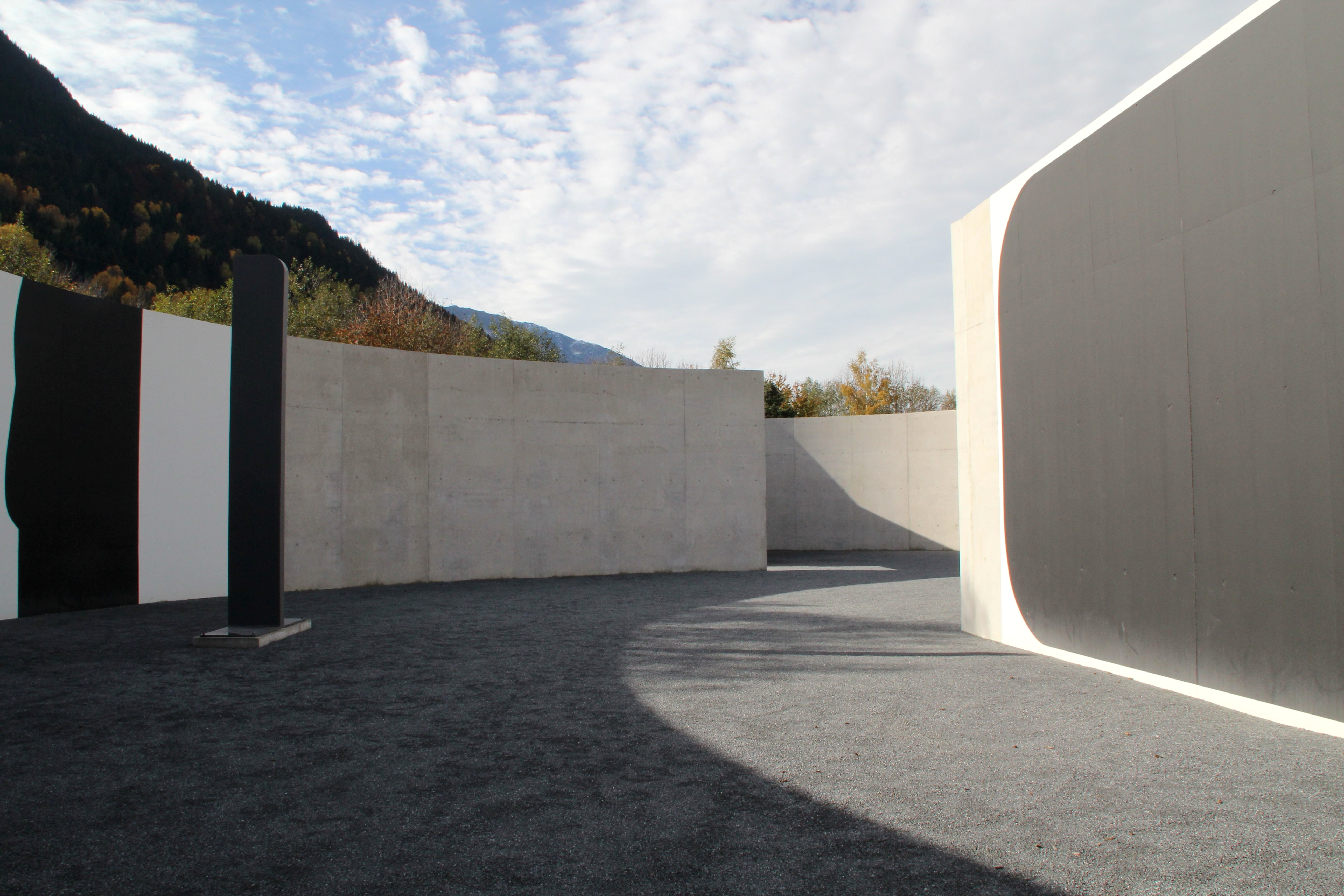
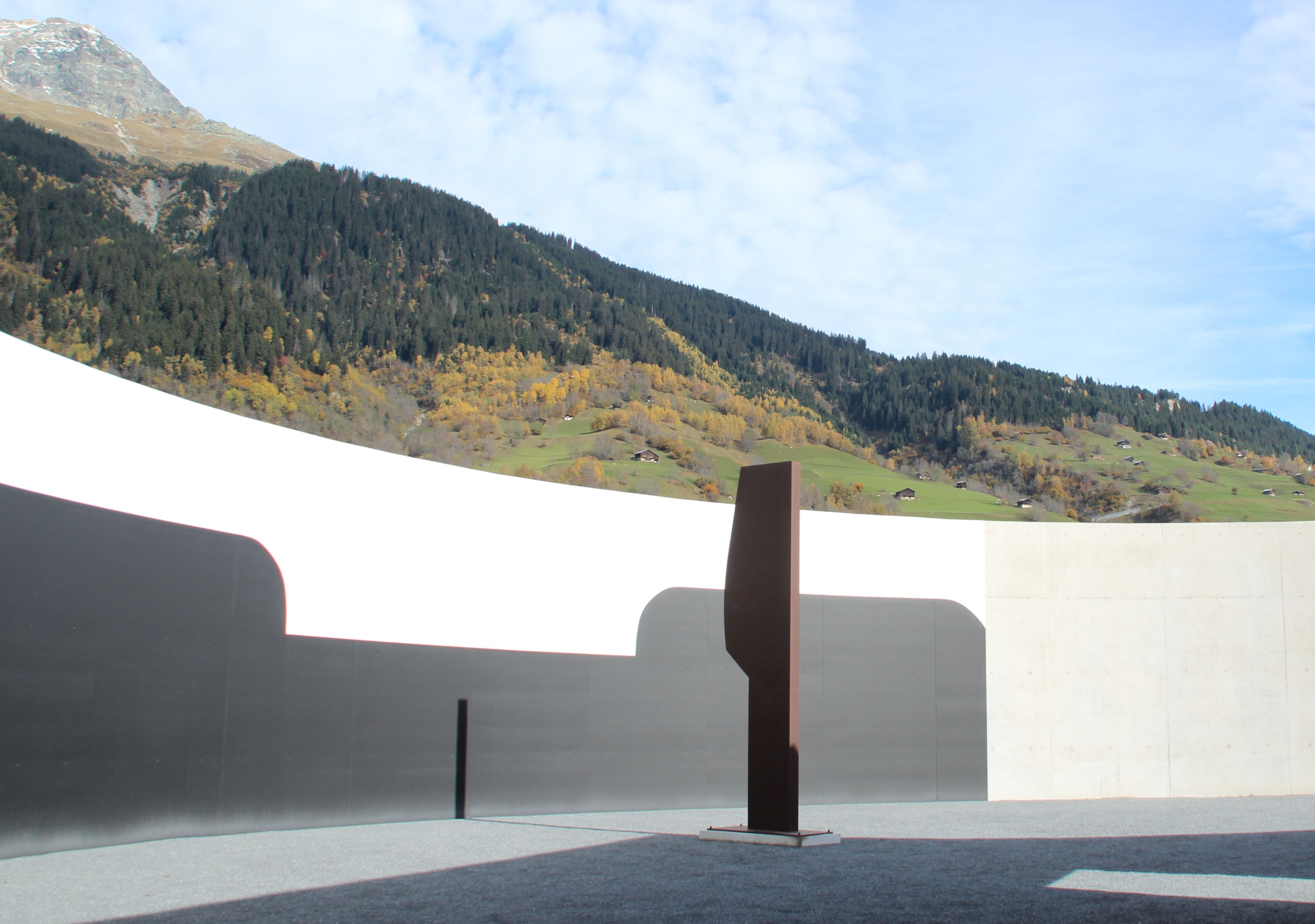

## Stiftung
Die Stiftung OGNA wurde am 26. November 2008 in Trun gegründet und eingetragen. Ihr Zweck war die Realisierung der Skulptur nach Vorgaben von Matias Spescha, jetzt wird sie ihren Unterhalt sicherstellen.